# Kampen om elden

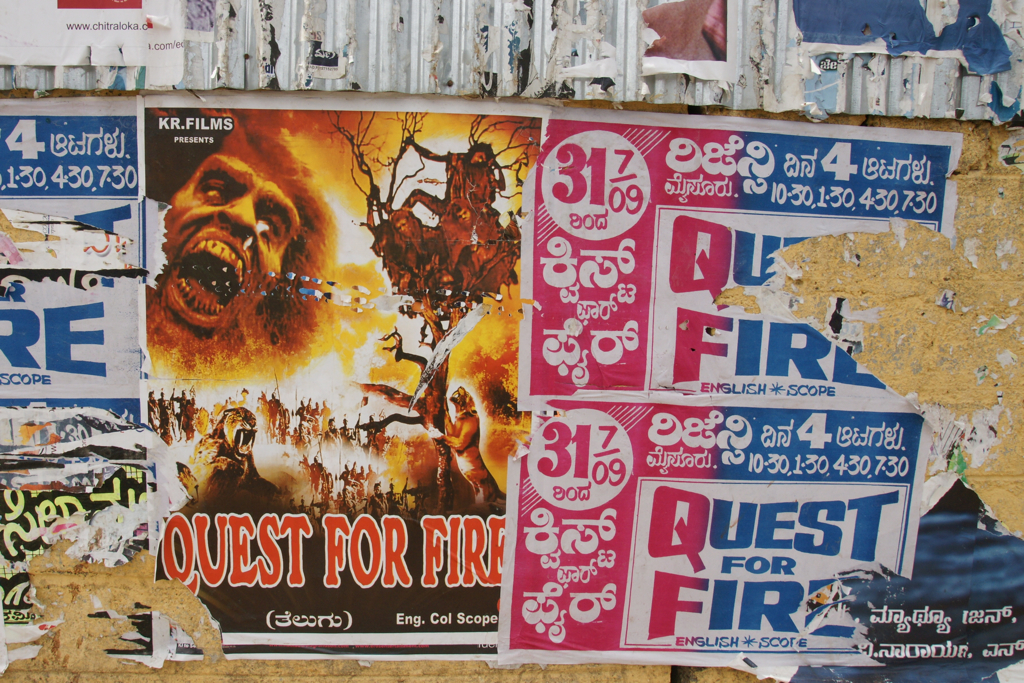
Gammal filmaffisch för Kampen Om Elden, uppsatt på en vägg i Indien.

Kampen om elden (franska: La guerre du feu, engelska: Quest for Fire) är en kanadensisk-fransk förhistorisk äventyrsfilm från 1981 i regi av Jean-Jacques Annaud. Filmen är baserad på J.-H. Rosnys roman The Quest for Fire från 1911. I huvudrollerna ses Everett McGill, Ron Perlman, Nicholas Kadi och Rae Dawn Chong.

## Handling
Filmen handlar om förhistoriska människor under den äldsta stenåldern som lär sig att handskas med elden.

## Rollista i urval
- Everett McGill – Naoh
- Ron Perlman – Amoukar
- Nameer El-Kadi – Gaw
- Rae Dawn Chong – Ika
- Gary Schwartz – Rouka
- Naseer El-Kadi – Nam
- Franck-Olivier Bonnet – Aghu
- Jean-Michel Kindt – Lakar
- Kurt Schiegl – Faum
- Brian Gill – Modoc
- Terry Fitt – Hourk
- Bibi Caspari – Gammla
- Peter Elliott – Mikr
- Michelle Leduc – Matr
- Robert Lavoie – Tsor
- Matt Birman – Morah
- Joy Boushel – Sura
- Christian Benard – Umbre

## Nomineringar och utmärkelser
- Oscar
  - Vann: Bästa makeup (Sarah Monzani och Michèle Burke)
- Golden Globes
  - Nominerad: Bästa utländska film
- BAFTA
  - Vann: Bästa makeup (Sarah Monzani, Michèle Burke och Christopher Tucker )
- César
  - Vann: Bästa regi (Jean-Jacques Annaud)
  - Vann: Bästa film (Jean-Jacques Annaud)
  - Nominerad: Bästa foto (Claude Agostini)
  - Nominerad: Bästa musik (Philippe Sarde)
  - Nominerad: Bästa produktionsdesign (Brian Morris
  - Nominerad: Bästa manus (Gérard Brach
- Genie
  - Vann: Bästa kostym (John Hay)
  - Vann: Bästa klippning (Yves Langlois)
  - Vann: Bästa ljud
  - Vann: Bästa ljudregi
  - Vann: Bästa kvinnliga skådespelare (Rae Dawn Chong)
  - Nominerad: Bästa film
  - Nominerad: Bästa manliga utländska skådespelare (Ron Perlman)